# Male Popovo
Malé Popovo, ukrajinsky Мале Попово, maďarsky Papitanya, je vesnice v kosonské venkovské územní komunitě (hromadě), v okrese Berehovo v Zakarpatské oblasti Ukrajiny. Ves se nachází v blízkosti obce Popovo a je její součástí, V roce 2025 zde žilo 210 obyvatel.

## Název
V letech 1920 až 1938 byla ves vedena pod názvem Malé Popovo, v letech 1944 až 1945 pod názvem Gašparov Dvor a v letech 1945 až 1995 pod názvem Soňačné (ukrajinsky Сонячне).